# Torrent de Generet
El torrent de Generet, d'en Genaret, de Pomaret, i més recentment d'en Barret, és un curs d'aigua del vessant barceloní de Collserola que pertany administrativament al barri de Montbau.

## Descripció
Recull les aigües de la serra d'Agudells, per sota del revolt de la Paella, a la carretera de la Rabassada, entre la carena de Montbau i Sant Cebrià. Rebia les aigües de les fonts de la Cabra (actualment seca) i de Can Barret (actualment canalitzada fins als jardins de Montbau). Després d'un recorregut d'1,2 km, passant pel que ara són els jardins de Montbau, i antigament eren les terres de Can Barret, i creuant el passeig de la Vall d'Hebron (i la Ronda de Dalt), es trobava amb el torrent d'en Duran, on ara hi ha els jardins de Can Brasó, entre els carrers Juan de Mena i Jorge Manrique, i una mica més avall, on ara hi ha el pavelló de la República, es trobaven amb el torrent de Montbau o de Gombau, formant la riera d'en Marcel·lí, que al seu torn s'unia amb la riera de Can Cortada, on ara hi ha el parc de les Rieres d'Horta, fins a arribar a la Riera d'Horta, un dels principals cabals de proveïment de Barcelona.

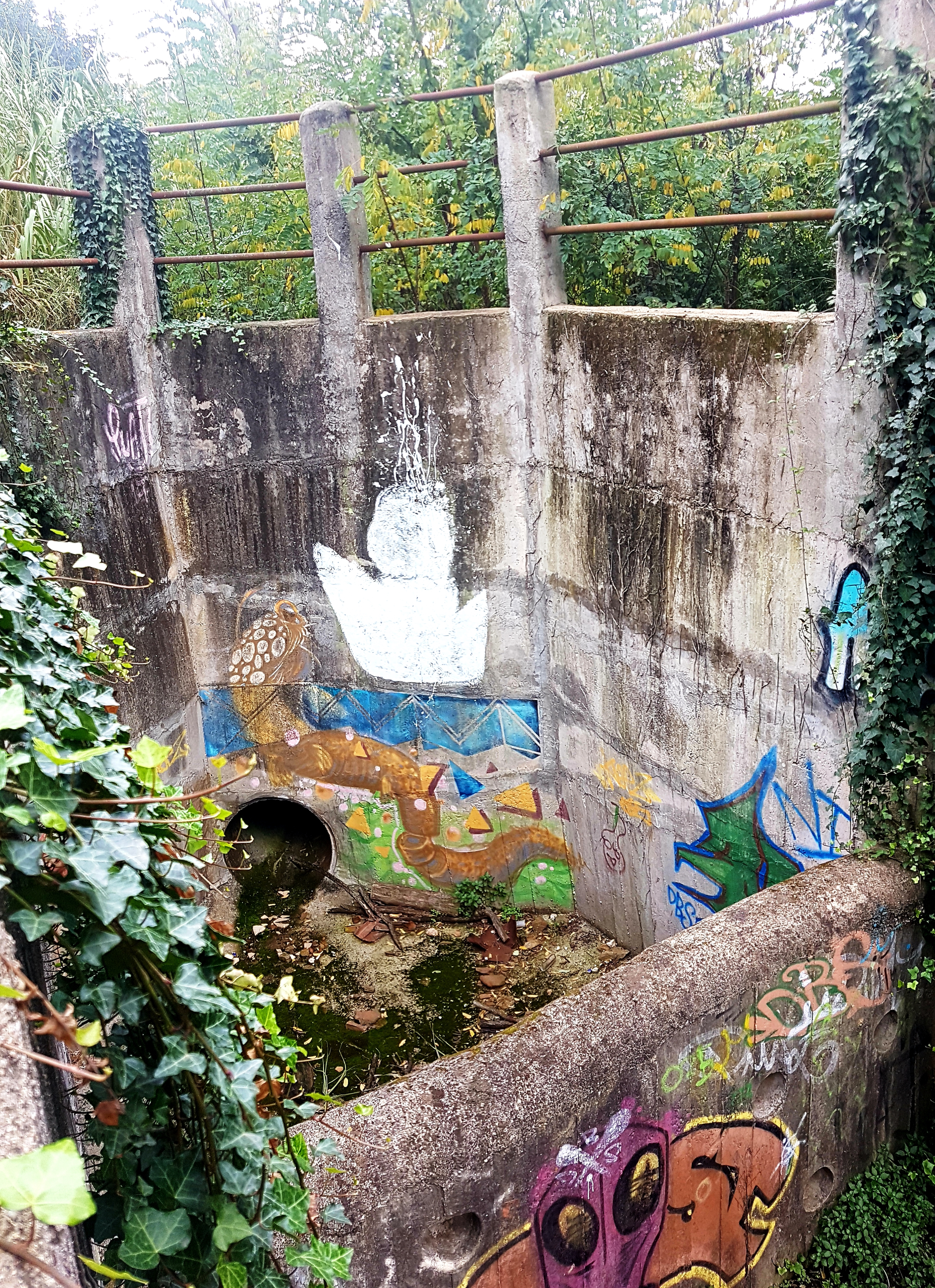
Col·lector del torrent de Generet

Cap a l'any 1963 es va canalitzar el seu curs, construint un col·lector entre les Casetes Blanques i l'escola Baloo (construïdes posteriorment), i es va reomplir de terra on hi havia la font de Can Barret, creant una esplanada, i la font es va traslladar uns 100 m més avall, fins als jardins de Montbau (carrer Poesia), que també es van reomplir parcialment de terres per a facilitar el pas entre les 2 fases del barri de Montbau.